# ポーク海峡

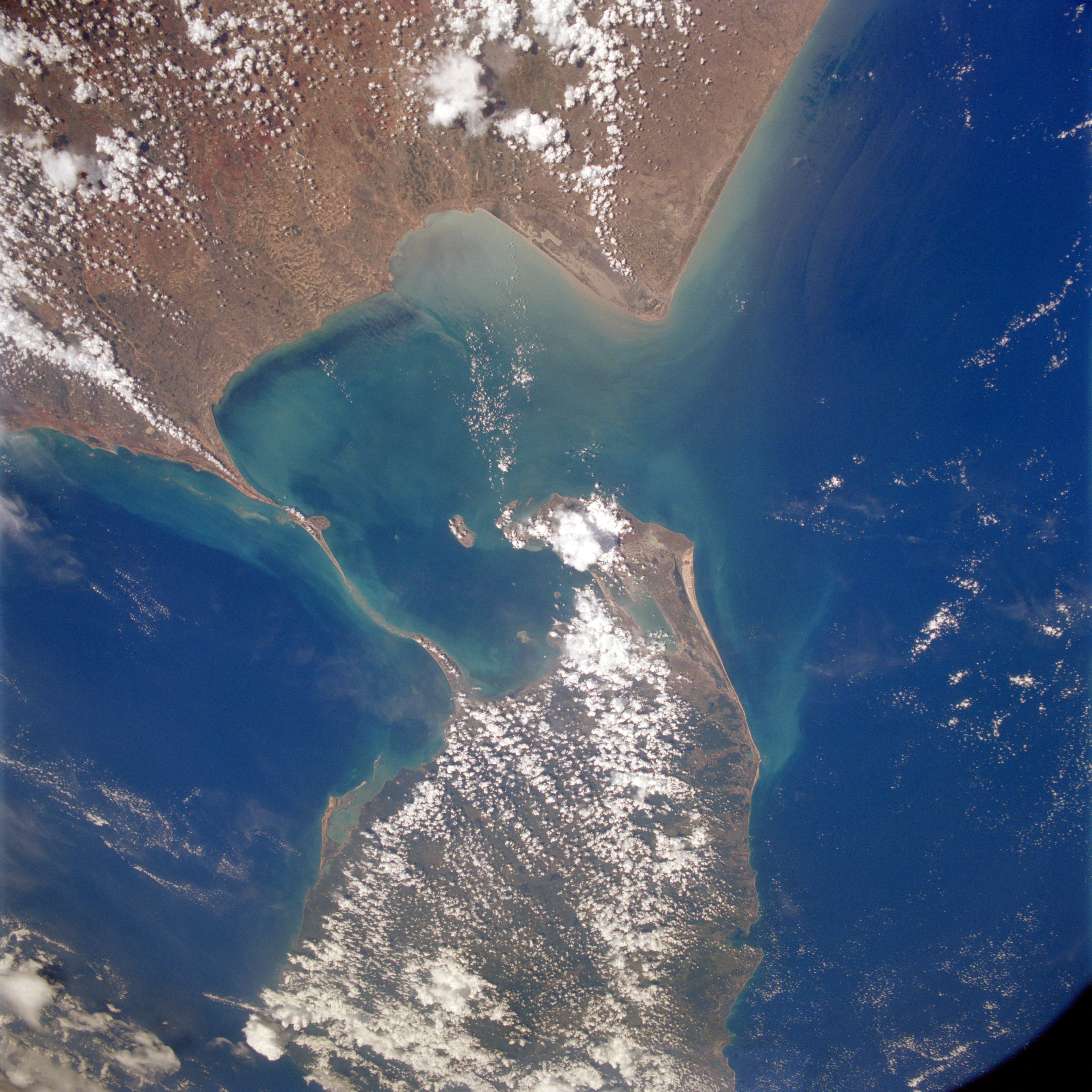
NASAが撮影した衛星写真によるポーク海峡

ポーク海峡（ポークかいきょう、シンハラ語: පෝක් සමුද්‍ර සන්ධිය 、タミル語: பாக்கு சலசந்தி / பாக்கு நீரிணை, Pok Samudra Sandhiya）インドのタミル・ナードゥ州とスリランカの北部州マンナール県の間の海峡である。海峡の名前はイギリス東インド会社のマドラス知事ロバート・ポーク（任期：1755年 - 1763年）に由来する。
長さは約135km、幅は約65-135km。80kmの幅がある海峡の南半分はポーク湾とも呼ばれ、海峡は北東のベンガル湾と南西のポーク湾を結んでおり、ベンガル湾に抜けるインドのカーヴェーリ川デルタ南東部とスリランカ北東部の幅はおよそ50kmに狭まっている。タミル・ナードゥのヴァイガイ川などの河川が海域に流れ込み、スリランカ領の多数の島を含んでいる。
ポーク海峡に面する地域の中で最大の都市は、スリランカのジャフナである。

## 地理
ポーク海峡の北部ではインドのカリメール岬とスリランカのペドロ岬が向かい合っている。
ポーク湾の南端には、アダムスブリッジと呼ばれる低島と礁、砂州が広がり、インド神話ではこの地形はラーム・セートゥ（「ラーマの橋」の意）と呼ばれている。アダムスブリッジはタミル・ナードゥのパーンバン島（ラーメーシュワラム島）のダヌシュコディとスリランカのマンナール島の間に広がっており、パーンバン島はパーンバン橋によってインド本土と繋がれている。
カリメール岬西側のマングローブ、ラグーンと砂州が多いポーク海峡海岸の一部はヘラシギ、ホシバシペリカンなどの鳥類および魚類、エビ、カニの生息地で、2002年にラムサール条約登録地となった。ただし、薪と果物の違法収集、外来種のメスキートのProsopis chilensisの侵入および塩田の拡大と淡水流入の減少などによる塩分濃度の増加は環境保護上の問題となっている。

## 歴史
1914年にマドラス/チェンナイからダヌシュコディに向かう列車の定期便とマンナール島のタライマンナールへ向かうフェリーを乗り継ぎ、列車でコロンボに向かう交通ルートが開通した（ボート・メール・エクスプレス）。1964年にサイクロンがダヌシュコディと鉄道を破壊し、ポーク海峡とポーク湾の沿岸に深刻な被害を引き起こした。ダヌシュコディの再建はされず、タライマンナールからマハウィラチチヤ（Mahawilachchiya）に向かう鉄道の復旧工事は内戦のために一時期中断されたが、後に完全に再建された。過去にはラーメーシュワラムとタライマンナールの間の小さな埠頭からはフェリーが発着していたが、今日まで運航を休止している。
スリランカ北部の情勢が不安定だった時期には、スリランカとタミル・ナードゥを往来する船舶は航行に困難をきたした。
周辺地域の人口の増加に伴い、ポーク海峡の水質の汚染が進行している。

### 運河の建設計画
カーヴェーリ川やヴァイガイ川などから流入した土砂によって形成される砂嘴と水深10m未満の浅い海域が、大型船舶のポーク海峡の通行を妨げている。海峡を通過できない大型船はスリランカを周回しなければならない。1860年に最初に運河の建設計画がインドの植民地政府に提出され、以来多くの提案が持ち上がった。しかし、運河の建設による環境への影響、漁民への保障が問題となって建設は実行に移されなかった2004年にはタミル・ナードゥ州の政府によって運河の建設がもたらす環境アセスメントと、技術的な可能性の調査が施行された。
また、インドとスリランカを結ぶ、ポーク海峡の下を通る海底トンネルの建設計画も持ち上がっている。